# استون (استافوردشر)
latitudeاستون (استافوردشر)longitudeاستون (استافوردشر)
استون، استافوردشر (به انگلیسی: Stone, Staffordshire) یک منطقهٔ مسکونی در انگلستان است که در میدلند غربی واقع شده‌است.

## خصوصیات
استون ۱۴٬۵۵۵ نفر جمعیت دارد.